# Tristão da Cunha
Tristão da Cunha (ur. ok. 1460 w Lizbonie, zm. 1540 na morzu) – portugalski żeglarz i odkrywca.
W 1506 roku stanął na czele floty, liczącej piętnaście statków, wysłanej w celu umocnienia portugalskiej pozycji na Oceanie Indyjskim i ograniczenia wpływów arabskich. Równolegle w tym samym celu kraj opuściła flota pod dowództwem Afonsa de Albuquerque. Podczas podróży da Cunha odkrył grupę wysp na południowym Atlantyku, na jego cześć nazwaną Tristan da Cunha. Badał wybrzeże Madagaskaru, zdobył kilka arabskich placówek handlowych na wschodnim wybrzeżu Afryki. W 1507 roku we współpracy z Albuquerque zdobył Sokotrę, na której Portugalczycy wznieśli fort, mający strzec wejścia do Zatoki Adeńskiej (opuszczony w 1510 roku). W 1508 roku powrócił do Portugalii, od 1513 roku był ambasadorem w Rzymie, przy papieżu Leonie X. W późniejszych latach powołany został do portugalskiej rady królewskiej.
Jego syn Nuno da Cunha był żeglarzem oraz gubernatorem kolonialnym.